# دشنی مراد
دشنی مراد (انگلیسی: Dashni Morad؛ زادهٔ ۱ ژانویهٔ ۱۹۸۶) یک خواننده، ترانه سرا، مجری تلویزیون، فعال حقوق بشر و فعال محیط زیست اهل اقلیم کردستان عراق است کە به شکیرای کردستان معروف شده‌است.
وی از سال ۲۰۰۶ میلادی تاکنون مشغول فعالیت بوده‌است.